# Franciszek Karewicz
Franciszek Karewicz (ur. 29 września 1861, zm. 30 maja 1945 ) – duchowny katolicki, marianin, biskup ordynariusz żmudzki (1914–1926); od 1926 arcybiskup tytularny Scythopolis.
Po studiach w Lipawie i Petersburgu oraz święceniach 1886 profesor seminarium duchownego  w Petersburgu, proboszcz w Samarze nad Wołgą i w Petersburgu oraz kanonik mohylewski. 20 lutego 1914 mianowany ostatnim biskupem żmudzkim, sakrę biskupią przyjął 17 maja 1914. 24 marca 1926 zrezygnował z urzędu, mianowany arcybiskupem tytularnym Scythopolis. Przyjął obywatelstwo litewskie, wstępując następnie do zakonu marianów w Mariampolu.